# Labor omnia vincit

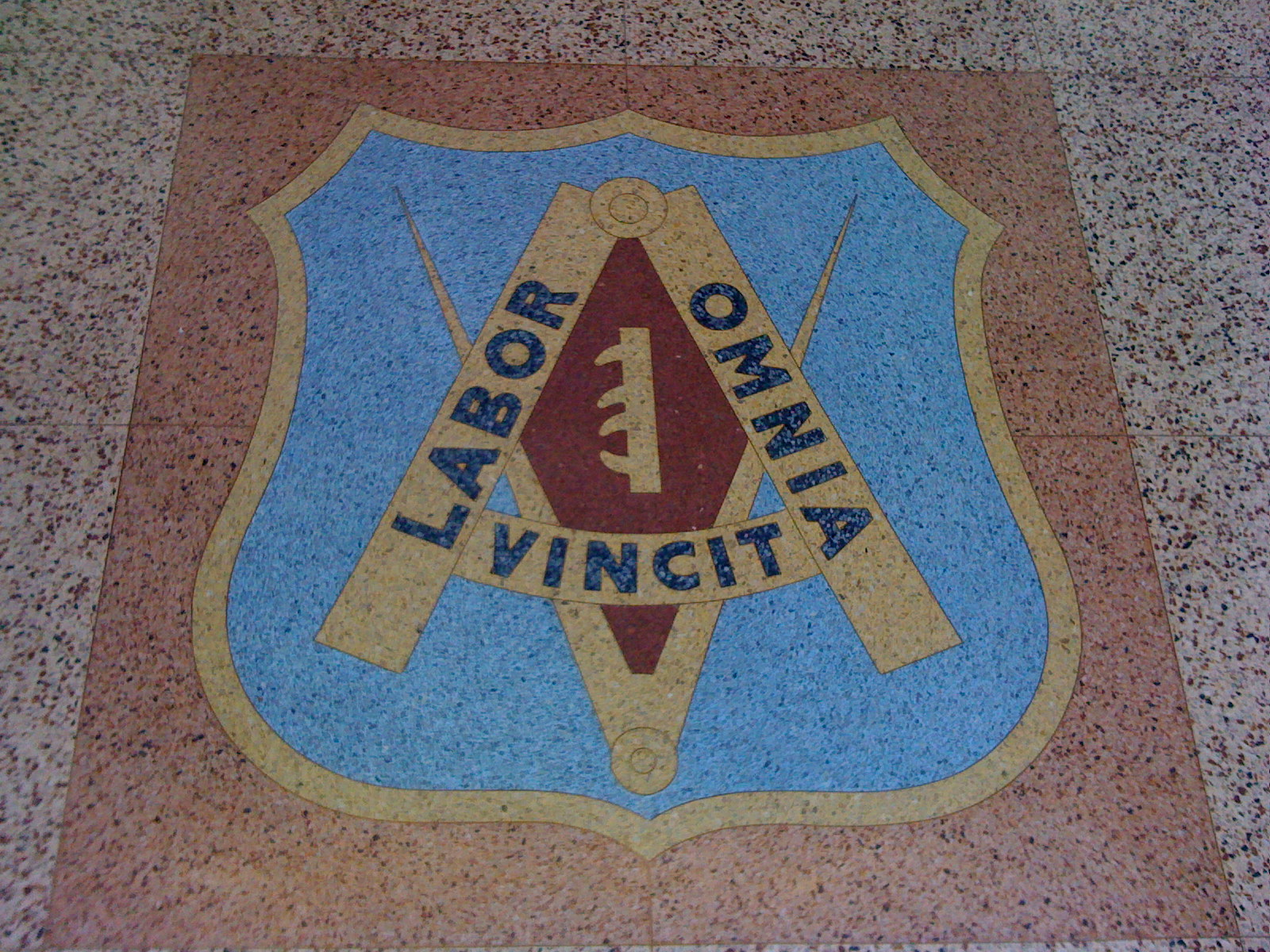
Девіз LABOR OMNIA VINCIT
на гербі Об'єднаної спілка теслярів та столярів Америки.

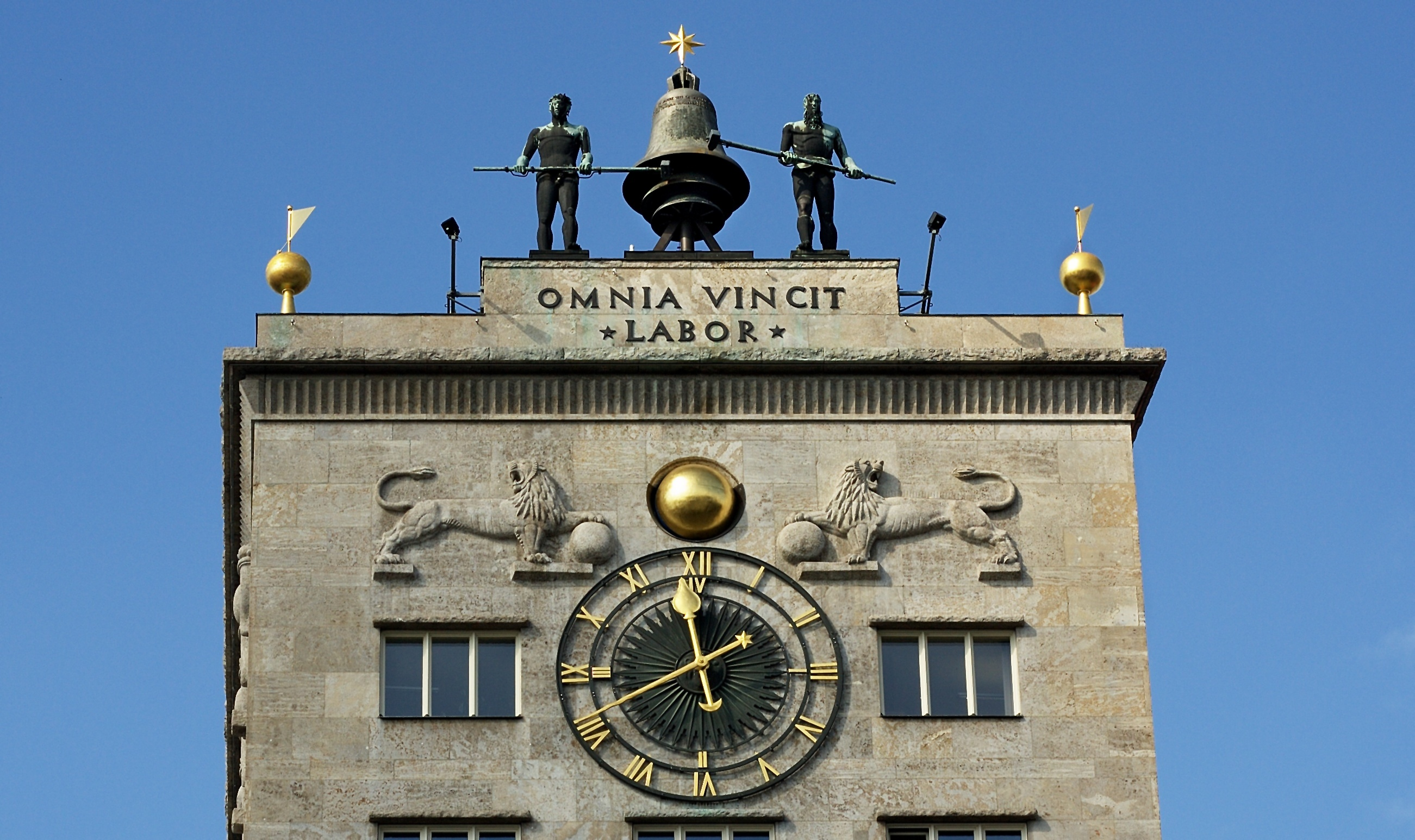
Надпис OMNIA VINCIT LABOR
на годинниковій вежі у Лейпцигу.

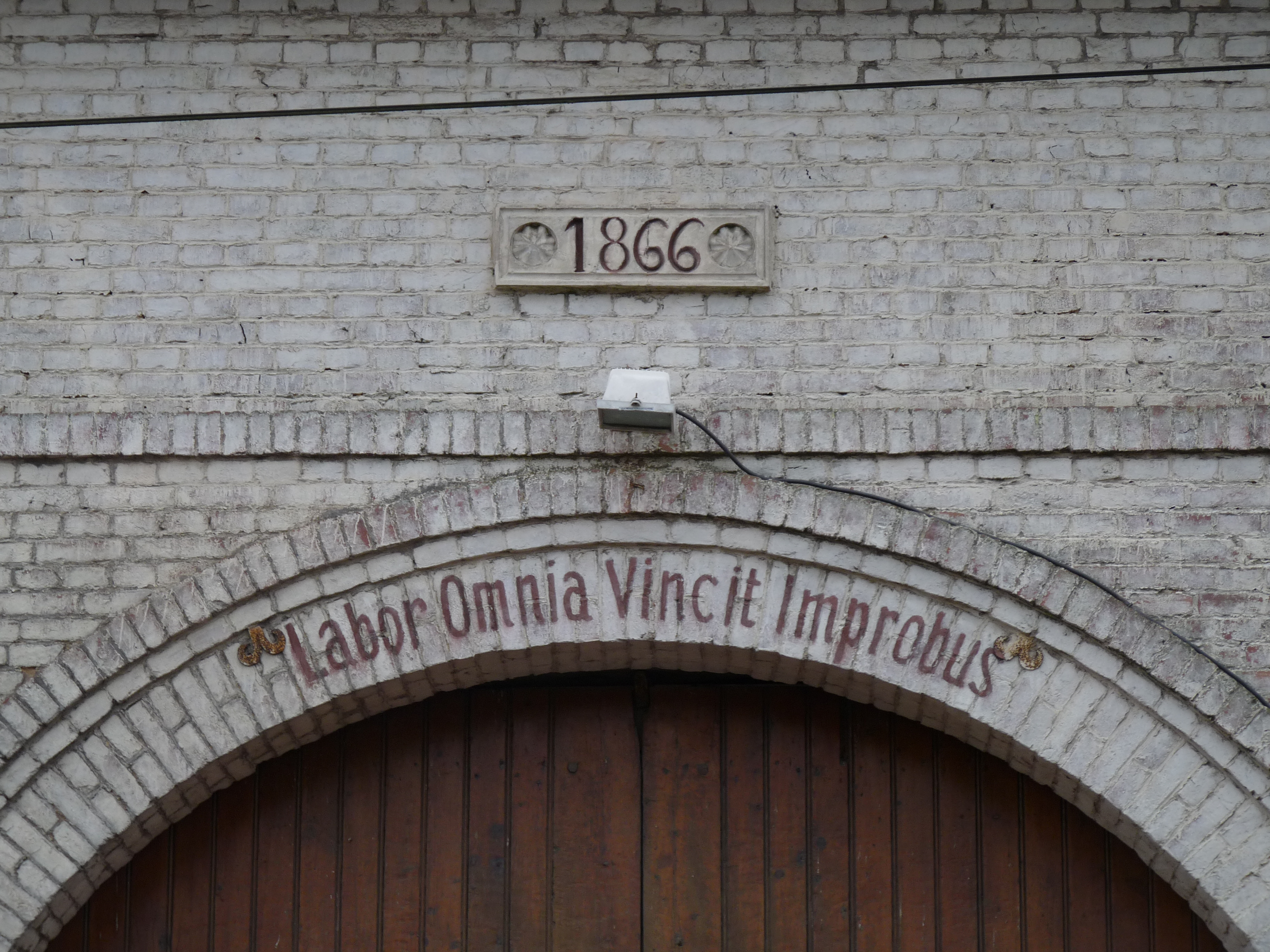
Надпис "Labor Omnia Vincit Improbus"
над воротами фермерської будівлі.

Labor omnia vincit, а також Labor omnia vincit improbus, (лат.: «Праця все перемагає», а також «Тяжка праця все перемагає») — латинський крилатий вислів, який знайшов широке поширення.

## Вживання
Різні організації використовують вислів «Labor omnia vincit», як девіз:
- Профспілкові рухи (наприклад: Об’єднана спілка теслярів та столярів Америки[1]);
- Міста та держави (наприклад: Вест-Бромвіч[2], Оклахома[3]);
- Навчальні заклади (наприклад: Успенський університет Таїланду[4]).
- Графи Еттлі.

## Походження
Фраза «Labor omnia vicit improbus» («Тяжка праця все перемагає») з’являється в поемі Вергілія «Георгіки», Книга I, рядок 145.
Поема, яка складається з чотирьох книг, була написана в підтримку політики «Назад до землі» Октавіана Августа, що була спрямована на заохочення римлян займатись землеробством.